# An Innocent Man Tour
An Innocent Man Tour – jedyna solowa trasa koncertowa Billy’ego Joela, w jej trakcie odbyło się sześćdziesiąt koncertów.
1. 18 stycznia 1984 – Providence, Rhode Island, USA – Providence Civic Center
2. 26 stycznia 1984 – New Haven, Connecticut, USA – New Haven Coliseum
3. 1 lutego 1984 – Toledo, Ohio, USA – Centennial Hall
4. 2 lutego 1984 – Notre Dame, Indiana, USA – Edmund P. Joyce Center
5. 4 lutego 1984 – Ann Arbor, Michigan, USA – Crisler Arena
6. 5 lutego 1984 – Indianapolis, Indiana, USA – Market Square Arena
7. 8 lutego 1984 – Charlotte, Karolina Północna, USA – Charlotte Coliseum
8. 10 lutego 1984 – Lexington, Kentucky, USA – Rupp Arena
9. 11 lutego 1984 – Chattanooga, Tennessee, USA – UTC Arena
10. 13 lutego 1984 – Filadelfia, Pensylwania, USA – The Spectrum
11. 14 lutego 1984 – Filadelfia, Pensylwania, USA – The Spectrum
12. 17 lutego 1984 – Norfolk, Wirginia, USA – Norfolk Scope
13. 19 lutego 1984 – Murphreesboro, Tennessee, USA – Murphy Center
14. 21 lutego 1984 – Orlando, Floryda, USA – Orange County Convention Center
15. 24 lutego 1984 – Baton Rouge, Luizjana, USA – LSU Assembly Center
16. 15 marca 1984 – Miami, Floryda, USA – Hollywood Sportatorium
17. 17 marca 1984 – Tampa, Floryda, USA – Bayfront Center
18. 20 marca 1984 – Atlanta, Georgia, USA – Omni Coliseum
19. 23 marca 1984 – Cleveland, Ohio, USA – Richfield Coliseum
20. 24 marca 1984 – Pittsburgh, Pensylwania, USA – Civic Arena
21. 26 marca 1984 – Boston, Massachusetts, USA – Boston Garden
22. 28 marca 1984 – Buffalo, Nowy Jork, USA – War Memorial Auditorium
23. 30 marca 1984 – Chicago, Illinois, USA – Rosemont Horizon
24. 31 marca 1984 – Chicago, Illinois, USA – Rosemont Horizon
25. 3 kwietnia 1984 – Cincinnati, Ohio, USA – Riverfront Coliseum
26. 4 kwietnia 1984 – Detroit, Michigan, USA – Joe Louis Arena
27. 7 kwietnia 1984 – Saint Paul, Minnesota, USA – St. Paul Civic Center
28. 9 kwietnia 1984 – Lincoln, Nebraska, USA – Bob Devaney Sports Center
29. 11 kwietnia 1984 – Oklahoma City, Oklahoma, USA – The Myriad
30. 14 kwietnia 1984 – Dallas, Teksas, USA – Reunion Arena
31. 15 kwietnia 1984 – Houston, Teksas, USA – The Summit
32. 17 kwietnia 1984 – Kansas City, Missouri, USA – Kemper Arena
33. 19 kwietnia 1984 – St. Louis, Missouri, USA – St. Louis Arena
34. 21 kwietnia 1984 – Denver, Kolorado, USA – McNichols Arena
35. 23 kwietnia 1984 – Salt Lake City, Utah, USA – Salt Palace
36. 26 kwietnia 1984 – Phoenix, Arizona, USA – ASU Activity Center
37. 27 kwietnia 1984 – Tucson, Arizona, USA – Tucson Convention Center
38. 29 kwietnia 1984 – Los Angeles, Kalifornia, USA – The Forum
39. 30 kwietnia 1984 – Los Angeles, Kalifornia, USA – The Forum
40. 3 maja 1984 – San Diego, Kalifornia, USA – San Diego Sports Arena
41. 5 maja 1984 – Oakland, Kalifornia, USA – Oakland-Alameda County Coliseum
42. 8 maja 1984 – Tacoma, Waszyngton, USA – Tacoma Dome
43. 9 maja 1984 – Portland, Oregon, USA – Portland Memorial Coliseum
44. 21 maja 1984 – Tokio, Japonia – Budokan
45. 22 maja 1984 – Tokio, Japonia – Budokan
46. 24 maja 1984 – Osaka, Japonia – Castle Hall
47. 26 maja 1984 – Osaka, Japonia – Castle Hall
48. 28 maja 1984 – Nagoja, Japonia – Aicihi Prefectural Gymnasium
49. 30 maja 1984 – Tokio, Japonia – Budokan
50. 31 maja 1984 – Tokio, Japonia – Budokan
51. 6 czerwca 1984 – Londyn, Anglia – Wembley Stadium
52. 8 czerwca 1984 – Londyn, Anglia – Wembley Stadium
53. 9 czerwca 1984 – Londyn, Anglia – Wembley Stadium
54. 23 czerwca 1984 – New York City, Nowy Jork, USA – Madison Square Garden
55. 24 czerwca 1984 – New York City, Nowy Jork, USA – Madison Square Garden
56. 26 czerwca 1984 – New York City, Nowy Jork, USA – Madison Square Garden
57. 27 czerwca 1984 – New York City, Nowy Jork, USA – Madison Square Garden
58. 29 czerwca 1984 – New York City, Nowy Jork, USA – Madison Square Garden
59. 1 lipca 1984 – New York City, Nowy Jork, USA – Madison Square Garden
60. 5 lipca 1984 – New York City, Nowy Jork, USA – Madison Square Garden